# Lago Escondido (sur de Neuquén)
El lago Escondido es un lago de origen glacial ubicado en Argentina, al sudoeste de la provincia de Neuquén, en el departamento Los Lagos. Este es el grupo más pequeño de los siete lagos que salpican a lo largo de la legendaria Ruta de los Siete Lagos.

## Geografía
Situado en la cordillera de los Andes, a menos de 500 metros al sur del lago Villarino y cerca del cerro Falkner (de 2350 m s. n. m.), posee una forma de "tazón pequeño", extendiéndose 900 metros de norte a sur. Perteneciente al parque nacional Nahuel Huapi, está rodeado por un bosque tipo andido-patagónico.
Forma parte de la cuenca del Río Negro. Su efluente es el río Pichi Traful, que nace en sus orillas sur y este es afluente del lago Traful.